# Madise (Antsla)
Madise – wieś w Estonii, w prowincji Võru, w gminie Antsla.